# Mujer mordida por una serpiente
Mujer picada por una serpiente o Mujer mordida por una serpiente es una estatua en mármol de 1847 del escultor francés Auguste Clésinger (1814-1883), conservada en el museo de Orsay de París.

## Historia
Este mármol fue encargado por el industrial Alfred Mosselman, como homenaje a su amante Apollonie Sabatier, a la que había conocido cuando ella tenía 16 años. La escultura fue objeto de un doble escándalo artístico y social cuando fue presentada en el Salón de París de 1847, donde junto con la pintura historicista Los romanos de la decadencia de Thomas Couture, fue la obra más comentada del Salón. 
Por un lado, la imagen sugerente de una mujer tendida desnuda que se retuerce bajo la picadura de una serpiente simbólica enroscada en torno a su muñeca chocó a los contemporáneos. Efectivamente, ¿no es esta la representación de una mujer en pleno placer orgásmico? Para la Revue des deux mondes, era así obviamente: 

"El título y la serpiente son concesiones hechas al jurado. ¡De quien nos reímos! ¡Esta mujer no sufre, disfruta!"

.
Por otro lado, la obra de Clésinger fue tallada a partir de un molde del natural de la demi monde Apollonie Sabatier (1822-1890), amante de Mosselman, entonces temporalmente con Charles Baudelaire, de quien fue musa. La utilización de un molde directamente sobre el propio cuerpo (ahorro de tiempo y realismo, como atestigua la reproducción de la celulitis en los muslos) para una escultura fue un asunto muy discutido en el siglo XIX. El amigo de Clésinger, Théophile Gautier orquestó el escándalo social, lo que le valió gran éxito.
Clésinger ejecutó, a finales de 1847, una variante titulada “Bacante acostada”, ligeramente más grande con el fin de responder a sus detractores sobre su maestría técnica, que expuso en el Salón de 1848. Se encuentra en la sala 4 del museo del Petit Palais. Crítico de arte cercano a la señora Sabatier y novelista, Théophile Gautier dijo «es el puro delirio orgiástico, la ménade despeinada que rueda a los pies de Baco, el padre de la libertad y la alegría […] potente espasmo de felicidad levanta por su contracción el opulento pecho de la joven mujer, y de hecho hace brotar los senos brillantes» y concluye su artículo llamándolo "una de las piezas más bellas de la escultura moderna." 

un des plus beaux morceaux de la sculpture moderne.

|  |  |

## Homenajes
El pintor estadounidense Kehinde Wiley se inspiró en la obra de Clésinger en su cuadro Mujer picada por una serpiente (2008), donde reemplaza a la mujer por una joven afroamericana vestida de negro.